# Idigny
Idigny è un arrondissement del Benin situato nella città di Kétou (dipartimento dell'Altopiano) con 30.492 abitanti (dato 2006).